# 사투 푸실라
사투 마리트 푸실라(핀란드어: Satu Maarit Pusila, 1962년 4월 25일 ~ )는 핀란드의 사격 선수이다. 1996년 하계 올림픽과 2000년 하계 올림픽에 참가했으며, 1998년에 핀란드 올해의 선수로 선정되었다.